# Пархомчук, Василий Васильевич
Васи́лий Васи́льевич Пархомчу́к (род. 1946) — советский и российский физик, специалист в области физики ускорителей и накопителей заряженных частиц, член-корреспондент РАН (1997), академик РАН (2016).

## Биография
Родился 1 сентября 1946 года в с. Торчин Потиевского района Житомирской области Украинской ССР.
В 1964 году — окончил физико-математическую школу в Академгородке Сибирского Отделения АН СССР.
В 1969 году — окончил физический факультет Новосибирского государственного университета.
С 1969 года работает в Сибирском отделении АН СССР (позднее — СО РАН), пройдя путь от стажёра-исследователя до заведующего лабораторией (с 2004 года) Института ядерной физики (ИЯФ) СО АН СССР (сейчас это — Институт ядерной физики имени Г. И. Будкера СО РАН).
В 1997 году — избран членом-корреспондентом РАН.
В 2016 году — избран академиком РАН.

## Научная и общественная деятельность
Ведёт исследования методов электронного охлаждения пучков заряженных частиц, а также динамики частиц в линейных и циклических коллайдерах.
При его активном участии был открыт эффект быстрого электронного охлаждения, который позволил получить уникальные по своим параметрам пучки заряженных частиц. В реализации этого метода предложил важные идеи, такие как эффекты «сплющенности» электронного распределения, «быстрого» охлаждения, опытным путём подтвердил возможность охлаждения пучков до температуры менее 1 К.
Провёл ряд экспериментов по сравнению возможностей стохастического и электронного охлаждения. Изучая когерентную устойчивость охлаждённых пучков, обнаружил явление перехода дробовых шумов в тепловые при охлаждении протонов.
Автор новой конструкции искрового счётчика.
Руководитель нового концептуального проекта электронного охлаждения для ион-ионного коллайдера RHIC, работ по созданию в 1997 году в ИЯФ СО РАН электронного охладителя для тяжело-ионного синхротрона SIS18 в Дармштадте, позволившего увеличить ионные токи, накопленные в синхротроне, в сотни раз.
Руководил запуском в 2003 году в Китае принципиально новой установки электронного охлаждения с управляемым профилем электронного пучка.
Автор работ по проектированию первого в РФ ускорительного сверхчувствительного масс-спектрометра для проведения комплексных исследований в геологии, экологии, археологии, лимнологии и других направлениях науки.
Член Международного консультативного комитета по электронному охлаждению Ланжоу (Китай).
С 2013 года входит в состав Комиссии по борьбе с лженаукой и фальсификацией научных исследований.
Ведёт преподавательскую деятельностью на кафедре общей физики в НГУ и Физико-математической школе при НГУ.

## Основные труды[2]
- Глубокое торможение электронного пучка в системе с продольным магнитным полем // Журн. техн. физики. 1976. Т.46, N 8. С.1678-1686 (в соавт.)
- Запуск установки электронного охлаждения на синхротроне SIS // XVII Совещание по ускорителям заряженных частиц. Протвино, 17-20 окт. 2000 г.: Аннот. докл. Протвино, 2000. С.14
- Исследование колебаний пространственного заряда в установках электронного охлаждения // Журн. техн. физики. 2003. Т.73, N 1. С.91-95 (в соавт.)
- Взаимодействие интенсивного протонного сгустка и электронного пучка в Тэватроне // Там же. N 8. С.105-110 (в соавт.)
- Вакуумная откачка электронным пучком // Приборы и техника эксперимента. 2006. N 3. С.160-162 (в соавт.)

## Награды
- Медаль ордена «За заслуги перед Отечеством» I степени (2024)[5].
- Медаль ордена «За заслуги перед Отечеством» II степени (1999)[6]
- Государственная премия Российской Федерации (в составе группы, за 2001 год) — за цикл работ «Метод электронного охлаждения пучков тяжёлых заряженных частиц»
- Премия Роберта Уилсона (Американское физическое общество, 2016) — за решающий вклад в доказательство принципа электронного охлаждения, за опережающий вклад в экспериментальное и теоретическое развитие электронного охлаждения и за достижение запланированных параметров работы электронных охладителей для ускорителей в научных лабораториях по всему миру[7]